# Cyclosa kibonotensis
Cyclosa kibonotensis là một loài nhện trong họ Araneidae.
Loài này thuộc chi Cyclosa. Cyclosa kibonotensis được Albert Tullgren miêu tả năm 1910.